# Münster (Hessen)
Münster er en kommune i Kreis Darmstadt-Dieburg i den tyske delstat Hessen, med venskabsbyerne
- Abtenau, Østrig siden 1971
- Reinsdorf, Tyskland

## Kommunalvalg 2011
| Parti                                 | Procent |
| ------------------------------------- | ------- |
| CDU                                   | 51,9    |
| SPD                                   | 33,5    |
| Alternative Liste Münster und Altheim | 14,6    |